# Truth Social
Truth Social (TRUTH Social) — alt-tech социальная сеть, созданная Trump Media & Technology Group (TMTG). В основе платформы лежит свободное и открытое программное обеспечение Mastodon. Сервис доступен исключительно для пользователей App Store и Google Play, проживающих в США и Канаде.
Запуск социальной сети состоялся 21 февраля 2022 года.

## История
45-й президент США Дональд Трамп заявил о намерении создать собственную социальную сеть после того, как в 2021 году его заблокировали в Твиттере и Фейсбуке.
20 октября 2021 года принадлежащая Трампу Trump Media & Technology Group объявила о создании новой социальной сети Truth Social, которую планировалось запустить «в первом квартале 2022 года». Несколько часов спустя на ряде сайтов появилась ссылка, по которой можно было зарегистрироваться в Truth Social. Пользователи занялись троллингом, создавали фейковые аккаунты и постили сатирический контент. В частности, был создан фейковый аккаунт самого Дональда Трампа с фотографией испражняющейся свиньи. Вскоре доступ к платформе был закрыт. Ранее TMTG был опубликован опрос, согласно которому 54 % сторонников Республиканской партии желали бы стать пользователями новой социальной сети.
Бета-релиз сервиса должен был состоятся в ноябре, однако никакой информации о появлении пробной версии так и не появилось. В феврале 2022 года было объявлено, что в бета-тестировании приложения приняли участие 500 пользователей.
26 октября глава Mastodon Юджин Рочко заявил, что в основе Truth Social лежит общедоступный код его платформы. Он направил письмо в юридический отдел, в котором указал, что соцсеть должна предоставить доступ к коду в течение 30 дней, иначе она рискует лишиться лицензии «безвозвратно». 12 ноября на сайте платформы был опубликован специальный раздел с пометкой «открытый исходный код», который содержит ZIP-архив с исходным кодом Mastodon.
14 декабря 2021 года разработчики заявили об установлении партнёрских отношений с канадским видео-хостингом Rumble. 21 апреля 2022 года TMTG объявила, что Truth Social переходит на облачную платформу Rumble, в связи с чем будет проведена работа по модернизации инфраструктуры для повышения производительности.
24 января стало известно, что TMTG заключила соглашение с компанией Hive, технологические средства которой позволяют производить автоматическую модерацию контента.
21 февраля 2022 года состоялся релиз приложения для iOS-устройств. Сервис занял первое место по количеству загрузок в App Store. При этом у многих пользователей возникали проблемы с созданием учётных записей. Некоторые получали сообщения об ошибке, когда пытались ввести дату рождения, адрес электронной почты или номер телефона. Спустя несколько часов из-за большого наплыва пользователей произошло техническое отключение платформы, продлившееся порядка 13 часов. В последующие дни создание новых учётных записей было ограничено. Число пользователей, ожидающих регистрации, в некоторые дни составляло более 500 000 человек. В начале марта приложение опустилось на 84-е место по популярности среди пользователей.
После приобретения Илоном Маском социальной сети Twitter многие эксперты прогнозировали, что ажиотаж на Truth Social существенно снизится. Сам Маск заявлял, что по состоянию на конец апреля 2022 года количество загрузок приложения Truth Social превысило аналогичный показатель Twitter и TikTok. Он также утверждал, что Truth Social существует исключительно из-за чрезмерной цензуры в Twitter. Более того, Маск предложил переименовать социальную сеть Трампа в Trumpet, назвав её нынешнее название «ужасным». После комментариев миллиардера популярность Truth Social существенно возросла, что способствовало возвращению приложения на 1-е место в App Store.
По состоянию на апрель 2022 года сервис доступен исключительно в App Store. С момента запуска Truth Social скачали более 1,4 миллиона раз. 2 мая генеральный директор Девин Нуньес объявил, что интернет-версия социальной сети будет доступна к концу месяца.
13 октября 2022 года приложение социальной сети стало доступно в Google Play.
По состоянию на ноябрь 2023 года, с момента запуска в начале 2022, социальная сеть принесла убыток в размере 73 миллионов долларов. Тем не менее 26 марта 2024 года сеть вышла на IPO (Trump Media & Technology Group Corp (DJT)) и за первые два дня торгов достигла рыночной капитализации 9,7 миллиардов долларов.
В июне 2024 года социальная сеть Truth Social зафиксировала самое значительное падение аудитории, потеряв 38 % пользователей по сравнению с июнем прошлого года.

## Описание
Интерфейс платформы имеет схожее оформление с другой популярной социальной сетью «Twitter». Пользователям доступна возможность публиковать сообщения («truths») и делиться ими с другими пользователями («retruths»). Лента новостей называется «лентой правды» («truth feed»).
Truth Social позиционирует себя как социальная сеть без политической цензуры, являющаяся платформой для свободного выражения мнений.

## Критика
Журналист BBC Джеймс Клейтон заявил, что «команда Трампа пытается создать впечатление важного события, но пока нет никаких свидетельств тому, что новая компания располагает работающей платформой». Крис Килицца из CNN посчитал, что платформа обречена на провал.
The Irish Times заметила сходство названия «Truth Social» с газетой «Правда», издаваемой КПСС в период Советского Союза[значимость факта?]. Ной Берлацкий из The Independent назвал это потенциальной угрозой демократии[прояснить].
Генеральный директор Gettr и бывший советник Трампа Джейсон Миллер, похвалил Truth Social, сказав, что появление платформы приведёт к тому, что Facebook и Twitter «потеряют ещё бо́льшую долю рынка».
В августе 2024 года платформа Truth Social подверглась критике за использование рекламных объявлений, направленных на крайне правых и консервативных христиан, для продвижения сомнительных продуктов и схем. Эти действия вызвали обеспокоенность из-за возможного негативного влияния на уязвимые группы населения.